# Triboldingerbohl
Triboldingerbohl, également Triboltinger ou großes Bohl, ou Langenrain, est une île allemande située sur l’Untersee, partie inférieure du lac de Constance. 
Avec une superficie de 135 570 m2, elle est la quatrième plus grande île du lac de Constance. Elle fait partie de la réserve naturelle Wollmatinger Ried. Jusqu'en 1934 l'île faisait partie de la commune de Wollmatingen qui fut alors intégrée à la ville de Constance.